# Academia Francesa en Roma

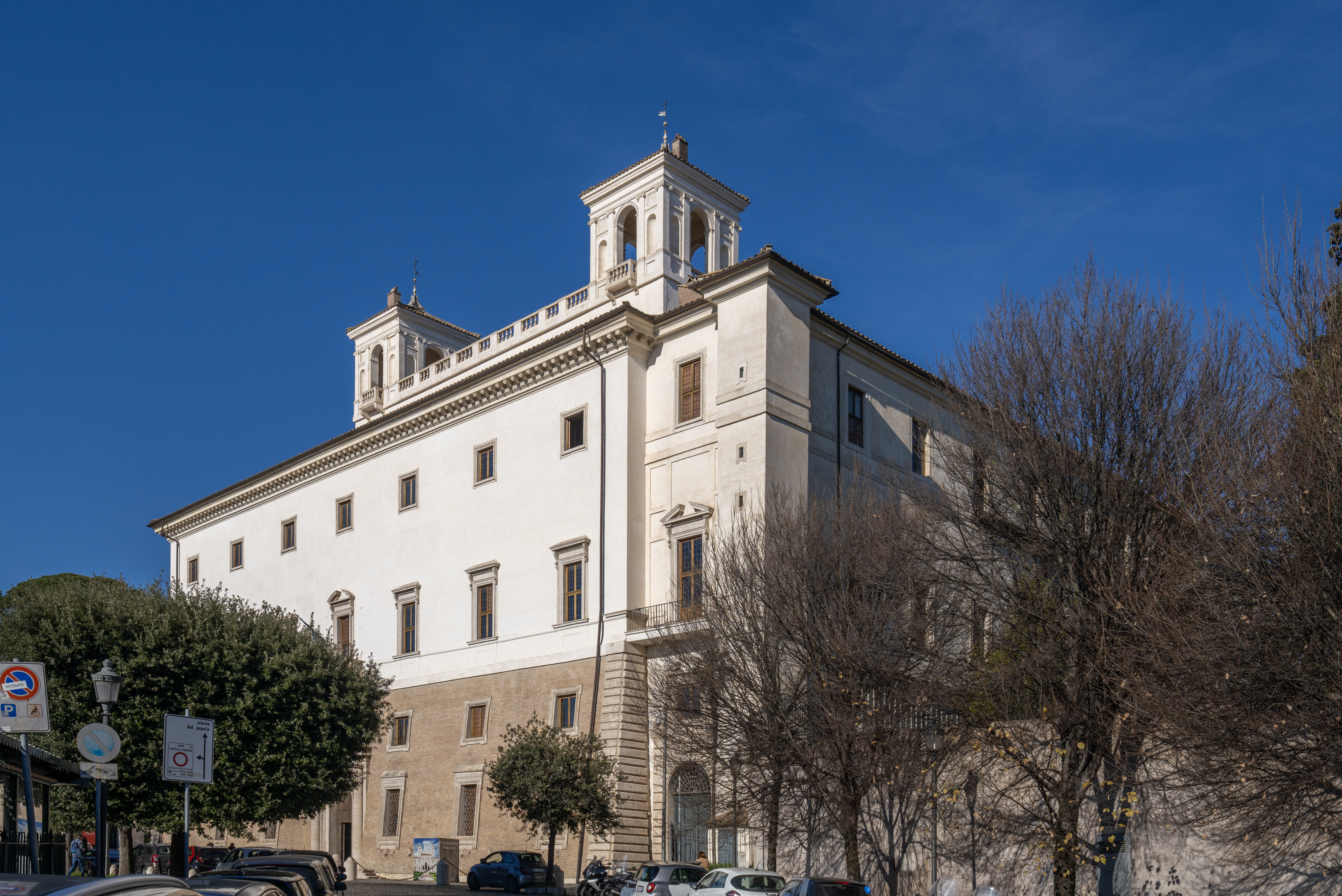
Villa Médici.

La Academia Francesa en Roma (en francés: Académie de France à Rome) es una academia situada en la Villa Médici, dentro de los jardines de Villa Borghese, en el Pincio (Colina Pinciana) de Roma, Italia. Su cercana ubicación a la escalinata de Piazza di Spagna, donde pueden verse varios retablos importantes de Caravaggio puede explicar la influencia de este pintor en el arte francés.

## Historia
La Academia fue fundada en 1666 por Luis XIV bajo la dirección de Jean-Baptiste Colbert, Charles Le Brun y Gian Lorenzo Bernini. La Academia Francesa en Roma fue a través del siglo XIX la culminación del estudio para artistas franceses seleccionados quienes, habiendo ganado el prestigioso Premio de Roma, eran honrados con una beca de 5 años para el estudio del arte y la arquitectura en la «ciudad eterna». Un reconocido director de la Academia fue Balthus. Un becario en el siglo XVII fue Pierre Le Gros.
Hoy en día las becas no son tan largas (uno o dos años), pero el campo de las artes se ha extendido a grabado, restauración y literatura. Los becarios son conocidos como pensionnaires de l'Académie (pensionados de la Academia).

## Los directores
La academia fue dirigida por los prestigiosos artistas:
- 1666-1672: Charles Errard
- 1673-1675: Noël Coypel
- 1675-1684: Charles Errard
- 1684-1699: Matthieu de La Teullière
- 1699-1704: René-Antoine Houasse
- 1704-1725: Charles-François Poerson
- 1725-1737: Nicolas Vleughels
- 1737-1738: Pierre de L'Estache
- 1738-1751: Jean-François de Troy
- 1751-1775: Charles-Joseph Natoire
- 1775         : Noël Hallé
- 1775-1781: Joseph-Marie Vien
- 1781-1787: Louis Jean François Lagrenée
- 1787-1792: François-Guillaume Ménageot
- 1792-1807: Joseph-Benoît Suvée
- 1807         : Pierre-Adrien Pâris
- 1807-1816: Guillaume Guillon Lethière
- 1816-1823: Charles Thévenin
- 1823-1828: Pierre-Narcisse Guérin
- 1829-1834: Horace Vernet
- 1835-1840: Jean-Auguste-Dominique Ingres
- 1841-1846: Jean-Victor Schnetz
- 1847-1852: Jean Alaux
- 1853-1866: Jean-Victor Schnetz
- 1866-1867: Joseph-Nicolas Robert-Fleury
- 1867-1873: Ernest Hébert
- 1873-1878: Jules Eugène Lenepveu
- 1879-1884: Louis-Nicolas Cabat
- 1885-1890: Ernest Hébert
- 1891-1904: Jean-Baptiste-Claude-Eugène Guillaume
- 1905-1913: Charles-Emile-Auguste Durand, llamado Carolus-Duran
- 1913-1921: Albert Besnard
- 1921-1933: Denys Puech
- 1933-1937: Paul-Maximilien Landowski
- 1937-1960: Jacques Ibert
- 1961-1977: Balthus
- 1977-1984: Jean Leymarie
- 1985-1994: Jean-Marie Drot
- 1994-1997: Pierre-Jean Angremy, alias Pierre-Jean Rémy
- 1997-2002: Bruno Racine
- 2002-2008: Richard Peduzzi
- 2008-2009: Frédéric Mitterrand
- Desde 2009: Éric de Chassey